# Raúl Pérez (baloncestista)
Raúl Pérez Varela (nacido el 16 de agosto de 1925) es un exjugador argentino de baloncesto, campeón del mundo en el Mundial de Argentina 1950.